# Roland Kentsch

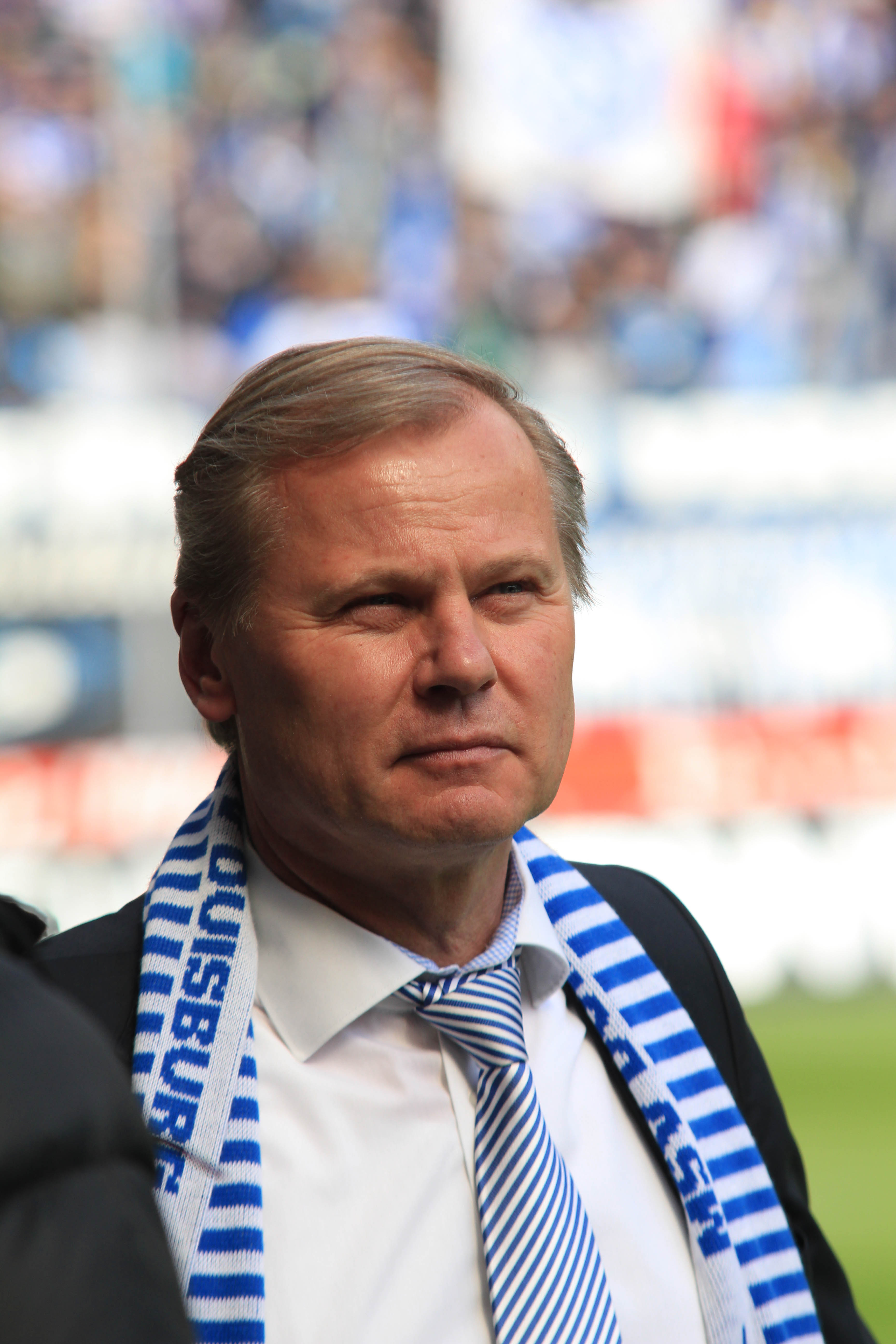
Kentsch als Geschäftsführer des MSV Duisburg (2012)

Roland Kentsch (* 3. Januar 1957 in Soest) ist ein deutscher Fußballfunktionär. Er war stellvertretender Vorsitzender der Bundesliga-Stiftung, Geschäftsführer der Fußballvereine Arminia Bielefeld und MSV Duisburg und Vorstandsmitglied des Deutschen Fußball-Bundes (DFB) sowie Aufsichtsrat der DFL GmbH.

## Leben
Seit seinem Amtsantritt Anfang 2002 als Geschäftsführer der DSC Arminia Bielefeld GmbH & Co. KGaA war der Diplom-Volkswirt unter anderem für den Endausbau der Spielstätte der Fußballabteilung, der SchücoArena, zuständig. Nach mehrjähriger Erstligazugehörigkeit stieg der Verein im Sommer 2009 aus der 1. Bundesliga ab;  Kentsch wurde als Geschäftsführer des Bereichs Finanzen der KGaA freigestellt und trat auch als Vorstand des Vereins zurück, in dem er gleichzeitig als Schatzmeister fungierte. Die Kritik richtete sich vor allem gegen ihn im Zusammenhang mit der Finanzierung des Tribünenbaus des Stadions. Die KGaA geriet an den Rand der Insolvenz und verpasste den Wiederaufstieg, da der Klub wegen falscher Angaben im Lizenzierungsverfahren zudem einen Punktabzug hinnehmen musste, für den seine Nachfolger verantwortlich waren.  Am Ende der folgenden Saison 2010/11 stieg der Verein in die 3. Fußball-Liga ab.
Seit dem 5. März 2010 war Kentsch als Geschäftsführer beim MSV Duisburg beschäftigt. Er trat dort die Nachfolge von Björn Bremer an, der Ende 2009 freigestellt wurde. Am 29. Mai 2013 entschied die DFL, dem MSV Duisburg die Zweitligalizenz für die Saison 2013/14 zu versagen. Am 13. Juni 2013 wurde Kentsch daraufhin entlassen.
Roland Kentsch war langjähriger Vorsitzender des Aufsichtsrats der Stadtwerke Herford und Mitglied des Herforder Stadtrats, in dem er bis März 2010 als stellvertretender Fraktionsvorsitzender der SPD fungierte. Im Oktober 2009 schlug der SPD-Ortsverein Friedenstal/Stiftberg Kentsch als Wahlkreiskandidat für die Landtagswahl in Nordrhein-Westfalen 2010 vor, er trat jedoch nicht bei der Wahl an. Am 24. Januar 2014 verlor Kentsch in einer Kampfabstimmung seinen sicher geglaubten Listenplatz für die kommende Kommunalwahl in Herford. Daraufhin legte er eine Woche später sein Ratsmandat mit sofortiger Wirkung nieder.
Kentsch ist Herausgeber des Buchs Nicht nur Tore zählen, in dem die Rolle der gesellschaftlichen und sozialen Verantwortung von Fußballvereinen beleuchtet wird.
Roland Kentsch ist verheiratet und hat zwei Söhne.

## Veröffentlichungen
- Als Herausgeber: Nicht nur Tore zählen: Fußballvereine und soziale Verantwortung. Die Werkstatt, Göttingen 2007. ISBN 978-3-89533-554-9